# Cantón de Malestroit
El cantón de Malestroit era una división administrativa francesa, que estaba situada en el departamento de Morbihan y la región de Bretaña.

## Composición
El cantón estaba formado por catorce comunas:
- Bohal
- Caro
- La Chapelle-Caro
- Lizio
- Malestroit
- Missiriac
- Monterrein
- Le Roc-Saint-André
- Ruffiac
- Saint-Abraham
- Saint-Guyomard
- Saint-Marcel
- Saint-Nicolas-du-Tertre
- Sérent

## Supresión del cantón de Malestroit
En aplicación del Decreto n.º 2014-215 de 21 de febrero de 2014, el cantón de Malestroit fue suprimido el 22 de marzo de 2015 y sus 14 comunas pasaron a formar parte; trece del nuevo cantón de Moréac y una del nuevo cantón de Ploërmel.